# 吳希由
吴希由（1464年—1533年），字约仲（約中），號臨淵，福建莆田縣墓兜（今莆田市涵江区白塘镇墓兜村）人。明代政治人物、书法家、诗人。

## 生平
弘治八年（1495年）乙卯科福建乡试第五十五名举人，弘治十二年（1499年）己未科會試第二百十三名，二甲六十九名进士。授南京刑部主事，丁内艰，服除，擢署员外郎，历南京刑部郎中，正德四年（1509年）升任浙江按察司佥事。正德八年（1513年）三月，分管水利，筑海盐长堤。正德十一年（1516年）十月，擢四川按察司副使，兵备威茂，有所斩获。數年後乞归。嘉靖十二年（1533年）卒，年七十，葬城南凤山。郑岳撰《墓志铭》。

## 事跡
嘉靖年间，都宪林茂达，副使吴希由，逸士林嘉绩，御史林季琼，知县宋元翰，宪副林有年，侍郎郑岳，侍郎林富，寺丞李廷梧等九位退休的莆田籍官員曾組成逸老会，定期聚會，吟詩作對。

## 家族
宋吴世延后裔。曾祖吴仲允；祖吴光禮；父文英。母劉氏。慈侍下。弟希瞻、希平。
有子吴绫（舉人）、吴绅（字克服，號一菴，嘉靖丁酉举人）。